# Wahlkreis Mühlhausen I
Der Wahlkreis Mühlhausen I war ein Landtagswahlkreis zur Landtagswahl in Thüringen 1990, der ersten Landtagswahl nach der Wiedergründung des Landes Thüringen. Er hatte die Wahlkreisnummer 7.
Der Wahlkreis umfasste Teile des damaligen  Landkreises Mühlhausen mit folgenden Städten und Gemeinden: Ammern, Beberstedt, Bickenriede, Eigenrode, Görmar, Grabe, Hollenbach, Horsmar, Hüpstedt, Kaisershagen, Kleinkeula, Körner, Lengefeld, Lengenfeld unterm Stein, Marolterode, Mehrstedt, Menteroda, Mühlhausen, Thomas-Müntzer-Stadt, Obermehler, Reiser, Saalfeld, Schlotheim, Sollstedt, Struth, Urbach, Windeberg und Zella.

## Ergebnisse
Die Landtagswahl 1990 fand am 14. Oktober 1990 statt und hatte folgendes Ergebnis für den Wahlkreis Mühlhausen I:
| Direktkandidat    | Partei (Kürzel) | Erststimmen (%) | Zweitstimmen (%) |
| ----------------- | --------------- | --------------- | ---------------- |
| Thomas Kretschmer | CDU             | 46,1            | 47,7             |
|                   | Chr. L          | -               | 00,2             |
|                   | DFD             | -               | 00,6             |
|                   | REP             | -               | 00,6             |
|                   | DBU             | 00,5            | 00,4             |
|                   | DSU             | 01,5            | 01,2             |
|                   | F.D.P.          | 12,7            | 09,6             |
|                   | LL-PDS          | 08,8            | 08,3             |
|                   | NPD             | -               | 00,1             |
|                   | NFGRDJ          | 07,0            | 05,0             |
|                   | SPD             | 22,5            | 25,7             |
|                   | UFV             | 00,7            | 00,6             |

Es waren 51.004 Personen wahlberechtigt. Die Wahlbeteiligung lag bei 71,2 %.  Als Direktkandidat wurde Thomas Kretschmer (CDU) gewählt. Er erreichte 46,1 % aller gültigen Stimmen.